# زهير الفاهوم
زهير عبد المجيد الفاهوم (و. 1935 - ت. 2009 م) أحد رجالات التّربية والتّعليم في إسرائيل، مؤرِّخ، وباحث فلسطيني.

## ولادته ونشأته
ولد زُهير الفاهوم في النّاصرة عام 1935، وهو سليل عائلة الفاهوم من كبريات العائلات في فلسطين. ترعرع بين الناصرة وقرية إندور المهجّرة. تلقّى تعليمه الابتدائيّ في مدرسة شهاب الدين في الناصرة، وأنهى دراسته الثانوية في المدرسة الثانوية البلدية.
التحق بالجامعة العبرية في القدس، ودرس موضوعيّ التاريخ والتربية، ثمّ واصل دراسته للّقب الثاني.

## مسيرته في سلك التربية والتعليم
بدأ مسيرته العمليّة في الخمسينات من القرن العشرين، فكان مُدرِّسًا للغة العربيّة، وتنقَّل بين عدد من القرى والمدن العربية في إسرائيل، فدرّس في حيفا، وإبطن، وبئر المكسور، واستقرّ به المطاف مُدرِّسًا في مدرسة ابن خلدون الإعدادية في مدينة الناصرة، ثمّ ترقّى فأصبح مديرًا للمدرسة عام 1975، وظلّ في منصبه إلى أن خرج للتقاعد عام 1995.

## وفاته
توفي عام 2009 في حيفا، ودُفِن في الناصرة.

## مؤلفاته
1. الحروب الصليبية: يوم حطين وثمار النصر، الناصرة، 1996.
2. الحروب الصليبية، الحملة الصليبية الثالثة: صلاح الدين الأيوبي ورتشارد قلب الأسد، الناصرة، 1998.
3. فلسطين: ضحيّة وجلادون، فلسطين في أواخر العهد العثماني، الناصرة، 2009.